# Eddie Dennis
Eddie Dennis (Swansea, 22 marzo 1986) è un wrestler e docente gallese.

## Biografia
Dennis ha iniziato la sua carriera nel 2008 come professore di matematica a Cardiff. Nel 2016 Dennis ha lasciato il suo lavoro per diventare un wrestler (come fu anche per Matt Striker). Dopo un iniziale insuccesso nel 2017 in WWE, nel 2018 è stato assegnato al roster di NXT UK (sempre appartenente alla WWE).
Dennis è noto per aver lavorato anche a notevoli promotion nel Regno Unito, tra cui Attack! Pro Wrestling, Pro Wrestling Pride, Revolution Pro Wrestling e Progress Wrestling.
Dennis è anche il cofondatore della Defend Indy Wrestling.

### WWE (2018–2022)

#### NXT UK(2018–2022)
Nel 2018 venne annunciato che Dennis sarebbe diventato parte attiva del brand di NXT UK. Il 12 gennaio 2019, a NXT UK TakeOver: Blackpool, Dennis venne sconfitto da Dave Mastiff in un No Disqualification match.
Il 18 agosto 2022 Dennis venne licenziato dalla WWE.

## Personaggio

### Mosse finali
- Neck Stop Driver (Lifting Inverted DDT)

### Soprannomi
- "The Pride of Wales"

## Titoli e riconoscimenti
- Attack! Pro Wrestling
  - ATTACK! 24:7 Championship (4)
  - ATTACK! Championship (2)
- Entertainment Wrestling Association
  - EWA Championship (1)
- Pro Wrestling Chaos
  - King of Chaos Championship (1)
  - Knights of Chaos Championship (1) – con Alex Steele
- PROGRESS Wrestling
  - PROGRESS Tag Team Championship (1) – con Mark Andrews
  - PROGRESS Tag Team Title Tournament (2014) – con Mark Andrews
- South Coast Wrestling
  - One To Watch Trophy Championship (1)
- Triple X Wrestling
  - TXW Championship (1)